# Парфений (Нарциссов)
Игумен Парфе́ний (в миру Пармен Тимофеевич Нарциссов; 1831, село Загрядчино, Раненбургский уезд, Рязанская губерния — 15 (28) января 1909, Елеонская гора, Иерусалим) — священник Русской духовной миссии в Иерусалиме, первый игумен Елеонской общины, друг и продолжатель дела архимандрита Антонина (Капустина). Убит неизвестными в своей монастырской келье.

## Биография
Родился в бедной семье, был сыном причётника храма села Загрядчино Раненбургского уезда Рязанской губернии. Окончил 3 класса Данковского духовного уездного училища, потом некоторое время помогал отцу на клиросе. 16 октября 1846 года в возрасте 15 лет поступил послушником в Данковский Покровский монастырь. 18 февраля 1863 года пострижен в монашество. 8 ноября 1865 года хиротонисан во иеродиакона с причислением к Рязанскому архиерейскому дому, откуда возвратился в свой монастырь в 1868 году. 28 июня 1871 года рукоположён во иеромонаха. В 1873 году перешёл в Ольгов Успенский монастырь. После начала Русско-турецкой войны 1877—1878 годов стал братом милосердия при Рязанском обществе Красного Креста.
В 1879 году в возрасте 48 лет иеромонах Парфений посетил Святую землю как паломник и, сблизившись с начальником Русской духовной миссии в Иерусалиме отцом Антонином (Капустиным), остался там навсегда. 3 июля 1881 года указом Священного синода был определён штатным членом миссии. Много потрудился на благо миссии, в том числе на строительстве и раскопках. После основания Елеонской общины с 1906 года был назначен её первым игуменом. Развёл сад на Елеонской горе, в самой южной части елеонского участка своими руками выкопал для уединённой молитвы пещеру, сохранившуюся до сих пор. Парфений был наиболее почитаемым из духовников Елеонского монастыря.
В ночь с 14 на 15 января 1909 года неизвестный злоумышленник зарезал его в монастырской келье, вероятно, с целью ограбления. Похоронен около Вознесенского собора, чуть севернее алтаря, рядом с архимандритом Антонином.
По описаниям современников, был «невысокого роста, худенький, с голубыми добрыми глазами и светло-русыми жиденькими волосами на голове и с длинной раскидистой бородой, под старость поседевшей… весьма подвижный и несколько суетливый… с симпатичным лицом, одетый неизменно в простой пёстрый, самый дешёвый подрясник, в шляпе на голове (в городе по делам) или в скуфейке (на работе) и с посохом или корзиною в руках».

### Награды
За ревностную службу имел награды: в 1878 году набедренник, в 1879 году за уход за больными ранеными знак Красного Креста, в 1882 году золотой наперсный крест.